# Gli intoccabili (serie televisiva)
Gli intoccabili è una serie televisiva statunitense, trasmessa dalla ABC dal 1959 al 1963.
Ambientata nei primi anni trenta, narra le vicende dell'agente Eliot Ness, che seppe incastrare Al Capone, e della sua squadra di agenti fidati, chiamati appunto The Untouchables, "Gli Intoccabili": le vicende raccontate sono state ispirate da un libro di Ness e Oscar Fraley scritto nel 1947 e in cui gli avvenimenti si svolgono nell'arco temporale 1929-1935. La serie è di ambientazione gangsteristica e realistica, ma gli sceneggiatori si sono presi molte licenze narrative rispetto ai fatti realmente accaduti: principalmente, la cronaca racconta che nella realtà Gli intoccabili si sciolsero dopo aver catturato Al Capone, ma nella finzione Ness e il resto degli agenti continuano a combattere la criminalità organizzata.
Al centro di numerose polemiche per la violenza che traspariva da ogni episodio, è stata ripetutamente attaccata, anche per l'immagine stereotipata degli italoamericani nei ruoli criminali. Dalla seconda stagione, a seguito di tali critiche feroci (contro la serie si schierò anche Frank Sinatra) cominciò a variare l'etnia degli antagonisti degli agenti federali protagonisti della serie. Questa serie è stata di certo d'ispirazione per il famoso film Gli intoccabili (1987) di Brian De Palma, con Kevin Costner nella parte di Ness e di Robert De Niro in quella di Al Capone: Sean Connery, nel ruolo secondario ma assai incisivo di Jimmy Malone, ottenne l'Oscar al miglior attore non protagonista. Nel 1993 ne è stato realizzato un remake composto da due stagioni
in Italia alcuni episodi della serie furono trasmessi da TMC

## Trama
Eliot Ness é un agente del dipartimento del Tesoro statunitense. Fa parte di una squadra, gli Intoccabili, (the Untouchables in inglese), formata da Ness più altre tre persone. Questi ultimi indagano sui movimenti del boss mafioso di origine italiana Al Capone, padrone di un monopolio mafioso di Chicago, impegnato nel contrabbando di alcolici.

## Interpreti e guest star
- La parte del protagonista Eliot Ness venne affidata a Robert Stack, ma prima di lui era stata proposta a Van Johnson e Van Heflin[3].
- Negli USA, al successo della serie contribuì la voce narrante del celebre commentatore Walter Winchell.
- Durante le 4 stagioni dello show si sono alternate moltissime star:

Martin Balsam, Charles Bronson, James Caan, Mike Connors, Robert Duvall, Peter Falk, Louise Fletcher, Jack Lord, Lee Marvin, Elizabeth Montgomery, Robert Redford, Telly Savalas, Barbara Stanwyck, Roy Thinnes e Lee Van Cleef.

## Episodi
| Stagione         | Episodi | Prima TV originale | Prima TV Italia |
| ---------------- | ------- | ------------------ | --------------- |
| Prima stagione   | 28      | 1959-1960          |                 |
| Seconda stagione | 32      | 1960-1961          |                 |
| Terza stagione   | 28      | 1961-1962          |                 |
| Quarta stagione  | 30      | 1962-1963          |                 |

## Critica
- La serie venne accusata di violenza troppo esplicita, e denunciata, come capiterà a I Soprano, dalle comunità italoamericane, per l'eccessiva leggerezza con cui sosteneva l'equivalenza “italiano=mafioso”; la trasmissione fu messa sotto inchiesta, ma dati gli ottimi ascolti continuò ad andare in onda[4].